# Argas latus
Argas latus är en fästingart som beskrevs av Filippova 1961. Argas latus ingår i släktet Argas och familjen mjuka fästingar. Inga underarter finns listade i Catalogue of Life.